# Ričice (żupania licko-seńska)
Ričice – wieś w Chorwacji, w żupanii licko-seńskiej, w gminie Lovinac. W 2011 roku liczyła 76 mieszkańców.